# Покровка (Ленинск-Кузнецкий район)
Покро́вка — деревня в Ленинск-Кузнецком районе Кемеровской области. Входит в состав Шабановского сельского поселения.

## География
Центральная часть населённого пункта расположена на высоте 283 м над уровнем моря.

## Население
| 2010 |
| ---- |
| 182  |

### Половой состав
По данным Всероссийской переписи населения 2010 года, в деревне проживало 182 человека (79 мужчин, 103 женщины).